# انكماش (طب)
الانكماش (الليتوانية: Involution) هو تقلص أو العودة من الجهاز إلى الحجم السابق. على المستوى الخلوي، الانكماش يتميز بعملية التحلل البروتيني من الغشاء القاعدي (الصفيحة القاعدية)، مما يؤدي إلى الظهارية الانحدار وموت الخلايا المبرمج، مع مصاحبة انسجة التليف. يترتب على ذلك من انخفاض في عدد الخلايا وإعادة تنظيم الانسجة يؤدي إلى انخفاض في حجم الجهاز.

## أمثلة

### الغدة الزعترية
تستمر الغده الزعترية في النمو من الولادة حتى البلوغ ثم تبدأ في الضمور، وهي عملية موجهة من مستويات عالية من الهرمونات الجنسية المنتشرة. يتناسب حجم الغدة الزعترية مع نشاطها (نشاط الخلايا التائية) الذي ينشط بشكل أكبر قبل البلوغ. عند ضمور، يتم تقليل الحجم والنشاط بشكل كبير، ويتم استبدال العضو في المقام الأول مع الدهون. يرجع سبب الضمور إلى زيادة مستوى هرمونات الجنس، والإخصاء الكيميائي أو الفيزيائي للشخص البالغ يؤدي إلى زيادة حجم الغدة الزعترية ونشاطها.

### الرحم
الارتداد الرحمي هي عمليه تحول الرحم من وضع الرحم للمرأة الحامل لوضع المرأة غير الحامل. هذه الفترة تتمثل باعاده وظيفه المبايض حتى يحضر الجسم لحمل جديد. هي عمليه فسيولوجيه تحدث بعد الولادة، تضخم الرحم يجب التراجع عنه لانه لم يعد بحاجه لايواء الجنين بعد الآن. هذه العملية تحدث بشكل اساسي بسبب هرمون اوكسيتوسن.
لاكمال هذه المرحلة تعرف عندما يكون قطر الرحم قد اعيد لحجمه الطبيعي خلال فتره الدورة الشهرية.

### الغدة الثديية
خلال الحمل حتى بعد الولادة، الغده الثديية تتضخم استعداداً للحجم المطلوب لانتاج الحليب الامثل. وفي نهايه الرضاعة من الثدي، عدد خلايا الغده الثديه تقل حتى تصل إلى نفس العدد قبل الحمل.